# Spilosoma berolinensis
Spilosoma berolinensis là một loài bướm đêm thuộc phân họ Arctiinae, họ Erebidae.